# Château de Vesancy
Le château de Vesancy est un château qui se dresse sur la commune de Vesancy dans le département de l'Ain en région Auvergne-Rhône-Alpes. Abritant l'actuelle mairie de la commune, il fait l'objet d'une inscription aux monuments historiques depuis le 10 mars 2016.